# Turniej Dwóch Nocy (skoki narciarskie)
Turniej Dwóch Nocy – turniej w skokach narciarskich organizowany w ramach Pucharu Świata kobiet, rozgrywany od sezonu 2023/2024. Zastąpił rozgrywany w sezonach 2021/2022 oraz 2022/2023 Turniej Sylwestrowy.
Zawody składają się z dwóch indywidualnych konkursów rozgrywanych na skoczniach w Garmisch-Partenkirchen i Oberstdorfie. Pierwsza edycja imprezy była rozgrywana systemem tradycyjnym, natomiast w edycji 2024/2025 analogicznie jak w Turnieju Czterech Skoczni wprowadzono system KO. Na przełomie 2024 i 2025 roku w zawodach startują zawodniczki dobierane w pary. Do rundy finałowej awansują zwyciężczynie par i pięć tzw. szczęśliwych przegranych czyli zawodniczek z najlepszymi wynikami, spośród tych, które przegrały w swojej parze.
Kolejność w klasyfikacji generalnej ustala się w oparciu o małe punkty, czyli punkty, które zawodniczki otrzymują podczas konkursu za swoje skoki. Zwyciężczynią jest zawodniczka, która na koniec zgromadzi najwięcej punktów. Triumfatorka cyklu otrzymuje Kryształową Kulę i nagrodę pieniężną w wysokości 10 000 euro.

## Skocznie
| Zdjęcie | Nazwa skoczni        | Miejscowość            | K    | HS    | Rekord skoczni | Rekord skoczni | Rekord skoczni | Źr.   |
| Zdjęcie | Nazwa skoczni        | Miejscowość            | K    | HS    | Odległość      | Rekordzistka   | Data           | Źr.   |
| ------- | -------------------- | ---------------------- | ---- | ----- | -------------- | -------------- | -------------- | ----- |
|         | Große Olympiaschanze | Garmisch-Partenkirchen | K125 | HS142 | 137,5 m        | Eva Pinkelnig  | 31.12.2024     | [ 4 ] |
|         | Schattenbergschanze  | Oberstdorf             | K120 | HS137 | 141,5 m        | Chiara Kreuzer | 01.02.2020     | [ 5 ] |

## Podium klasyfikacji generalnej Turnieju Dwóch Nocy
| Edycja | Rok       | 1. miejsce | 2. miejsce          | 3. miejsce       |
| ------ | --------- | ---------- | ------------------- | ---------------- |
| 1      | 2023/2024 | Nika Prevc | Eva Pinkelnig       | Abigail Strate   |
| 2      | 2024/2025 | Nika Prevc | Eirin Maria Kvandal | Katharina Schmid |